# Nemetschek
Nemetschek SE (рус. Немечек) – немецкая IT-компания, один из ведущих производителей программного обеспечения для архитектурной и инженерно-строительной отраслей. Предприятие разрабатывает и реализует решения в области планирования, строительства и эксплуатации архитектурных сооружений и объектов недвижимости, а также программное обеспечение для мультимедиа. По собственным сведениям компания Nemetschek вместе со всеми дочерними предприятиями работает с клиентами в более чем 142 странах (данные 2016 года).

## История
Предприятие было основано в 1963 году профессором Георгом Немечеком и в то время называлось Конструкторское бюро для строительной отрасли, основным направлением деятельности которого было проектирование несущих конструкций. При этом бюро одним из первых среди предприятий данной отрасли начало использовать в своей работе компьютеры и разработало программное обеспечение для собственных нужд. В 1977 году Немечек начал реализацию системы программного обеспечения Statik 97/77 для применения в инженерно-строительной сфере.
На Ганноверской ярмарке 1980 года Георг Немечек представил пакет программ для интегрированных расчётов и конструирования стандартных строительных элементов для капитальных сооружений. Этот продукт впервые сделал возможным использование систем САЕ (Computer-aided engineering) на микрокомпьютерах и долгое время оставался единственным в своем роде.
В 1981 году была основана компания Nemetschek Programmsystem GmbH, которая занялась сбытом программных продуктов; разработка программ, как и прежде, проводилась в конструкторском бюро Георга Немечека. Основной продукт Allplan, САПР для архитекторов и инженеров, появилась в 1984 году. С её помощью проектировщики смогли моделировать здания в виртуальном трёхмерном пространстве. В конце 1980-х годов Nemetschek начала расширяться и завоёвывать международный рынок: в 1996 году компания имела дочерние предприятия в восьми европейских странах, партнёров по сбыту продукции в девяти странах Европы, а с 1992 года ещё одно развивающееся территориальное подразделение в Братиславе (Словакия). В конце 1990-х годов состоялись первые приобретения других компаний, например, Friedrich + Lochner, производителя программ по статике сооружений.
Предприятие, с 1994 года именуемое Nemetschek AG, в 1999 году вышло на Франкфуртскую фондовую биржу и с тех пор его акции котируются в сегменте Prime Standard. Далее последовал ряд поглощений предприятий, в том числе самое крупное приобретение – американская компания Diehl Graphsoft (ныне Vectorworks, предлагающая программный продукт Vectorworks) и MAXON Computer с пакетом программ Cinema 4D для визуализации и анимации. В 2006 году времена консолидации сменили следующие поглощения: приобретение венгерской компании Graphisoft и бельгийской SCIA International способствовали тому, что Nemetschek стала ведущим европейским производителем программного обеспечения для АЕС (архитектуры, инженерии, строительства).
Компания участвует в многочисленных отраслевых объединениях — например, Nemetschek является членом Немецкого общества экологического строительства (DGNB) и союза BuildingSMART.

## Сферы деятельности
С 2008 года Nemetschek функционирует как холдинговая компания и осуществляет деятельность в четырёх сферах: планирование (архитектурные и инженерные сооружения), строительство, эксплуатация и мультимедиа.

## Крупнейшие дочерние предприятия

### Allplan
Компания Allplan GmbH, базирующаяся в Мюнхене, была основана 1 января 2008 года. Компания разрабатывает и реализует «флагманский» продукт компании Nemetschek – семейство программных продуктов Allplan. Согласно собственным данным предприятия, в 2009 году здесь было занято около 400 сотрудников. Allplan представляет собой фундаментальное программное обеспечение для архитекторов, инженеров-строителей и менеджеров-администраторов, служащее цели планирования и использования зданий, и применяемое по всей Европе. Продукт Allplan Campus разработан для обучения – интернет-ресурс для школьников, студентов и преподавателей, предлагающий программы для загрузки, фильмы для электронного обучения и материалы учебных занятий для будущих архитекторов, чертёжников или инженеров.

### Graphisoft
Компания Graphisoft – производитель программного обеспечения для архитекторов, действующий во многих странах. Предприятие было основано в 1982 году и насчитывает сегодня более 230 сотрудников. Главный офис находится в Будапеште, а зарубежные филиалы – в США, Великобритании, Испании, Японии и Сингапуре. По данным предприятия, программное обеспечение для архитекторов ArchiCAD применяется в более чем 80 странах мира.

### Vectorworks
Vectorworks, ранее Diehl Graphsoft в Колумбии (Мэриленд), занимается разработкой и реализацией (во всём мире) программного обеспечения для проектирования. Здесь заняты около 90 сотрудников (2009 год). Линия продуктов Vectorworks предлагает профессиональные проектировочные решения для архитектуры, внутренней отделки, индустрии развлечений, садоводства, ландшафтного дизайна и машиностроения. По данным производителя, продукт Vectorworks применяется в 85 странах мира.

### Nemetschek Scia
Основанная в 1974 году компания Scia (сокращенное название от «scientific applications» – прикладные системы для научного применения), размещающаяся в бельгийском городе Херк-де-Стад, разрабатывает и реализует программное обеспечение для расчётов статических значений, проектирования и изготовления несущих конструкций при основной специализации на информационном моделировании строительства (BIM). Nemetschek Scia является 100-процентным дочерним предприятием Nemetschek AG и насчитывает более 100 сотрудников в 10 территориальных подразделениях по всему миру.

## Структурные подразделения
- Nemetschek Allplan GmbH
- Nemetschek Bluebeam Software GmbH
- Nemetschek Crem Solutions GmbH & Co. KG
- Nemetschek Data Design System AS.
- Nemetschek Frilo Software GmbH.
- Nemetschek Graphisoft SE.
- Nemetschek Maxon Computer GmbH.
- Nemetschek Nevaris Bausoftware GmbH.
- Nemetschek Precast Software GmbH.
- Nemetschek Scia Software Inc.
- Nemetschek Solibri Inc.
- Nemetschek Vectorworks Inc.